# Мустафаев, Кулам Сафар оглы
Кулам Сафар оглы Мустафаев (азерб. Qulam Səfər oğlu Mustafayev; 10 марта 1904, Ленкоранский уезд — 8 июля 1973, Ленкорань) — советский азербайджанский государственный деятель, Герой Социалистического Труда (1949).

## Биография
Родился 10 марта 1904 года в селе Виян Ленкоранского уезда Бакинской губернии (ныне село в Ленкоранском районе Азербайджана).
В 1925—1927 годах — председатель исполкома Виянского сельского совета, в 1930—1937 годах — председатель Масаллинского районного совета профсоюзов, инструктор Масаллинского райкома партии, с 1937 года — председатель Масаллинского райисполкома, в 1940—1944 годах — первый секретарь Астрахан-Базарского РК КП, в 1944—1958 годах — вновь председатель Масаллинского райисполкома. С 1961 года до конца жизни — председатель Кенармешинского сельского совета Ленкоранского района. В 1948 году своей работой обеспечил перевыполнение в среднем по району планового сбора табака на 25,8 процентов.
Указом Президиума Верховного Совета СССР от 1 июля 1949 года за получение в 1948 году высоких урожаев табака Мустафаеву Куламу Сафар оглы присвоено звание Героя Социалистического Труда с вручением ордена Ленина и золотой медали «Серп и Молот».
Активно участвовал в общественной жизни Азербайджана. Член КПСС с 1928 года. Депутат Верховного Совета Азербайджанской ССР 3-го и 4-го созыва.
С 1958 года — пенсионер союзного значения.
Скончался 8 июля 1973 года в городе Ленкорань Азербайджанской ССР.